# Buchanan Point
Der Buchanan Point ist eine Landspitze am nordöstlichen Ende von Laurie Island im Archipel der Südlichen Orkneyinseln. Sie liegt 4 km nordwestlich des Kap Dundas und 1,5 km südöstlich der Mackintosh Cove.
Der schottische Polarforscher William Speirs Bruce benannte 1903 eine 5 km nordwestlich gelegenes Kap im Zuge der Scottish National Antarctic Expedition (1902–1904) als Cape Buchanan nach dem schottischen Chemiker John Young Buchanan (1844–1925), Teilnehmer der Challenger-Expedition (1872–1876). Dieses Kap trägt jedoch bereits seit 1838 den Namen Kap Valavielle, benannt durch den französischen Polarforscher Jules Dumont d’Urville. Aus Kontinuitätsgründen übertrug das UK Antarctic Place-Names Committee 1954 den von Bruce vergebenen Namen in angepasster Form auf die hier beschriebene Landspitze.